# Anaphes sinipennis
Anaphes sinipennis är en stekelart som beskrevs av Girault 1911. Anaphes sinipennis ingår i släktet Anaphes och familjen dvärgsteklar. Inga underarter finns listade i Catalogue of Life.